# Stellarwind
Stellarwind, Stellar wind (zu deutsch: Sternwind) oder abgekürzt STLW ist der Codename für die höchste Geheimhaltungsstufe innerhalb der NSA sowie Codename für einen unter dieser höchsten Geheimhaltungsstufe stehenden Bestandteil des vom US-Präsidenten George W. Bush genehmigten Überwachungsprogramms President's Surveillance Program (PSP).
Der Stellarwind-Bestandteil, der durch einen Leak von Edward Snowden publik wurde, beschreibt den Umfang, in dem die NSA am PSP teilnimmt, die von der NSA begonnene Vorratsdatenspeicherung der globalen Internetkommunikation und auch deren Überwachung.

## Hintergrundinformationen
Das PSP-Programm der National Security Agency (NSA) wurde kurz nach den Anschlägen vom 11. September 2001 genehmigt und 2005 durch Whistleblower Thomas Tamm in der The New York Times erstmals erwähnt.
Die Aktivitäten des PSP-Programms umfassen das Data Mining einer großen Datenbank (Vorratsspeicher) zur Klassifikation der Kommunikation amerikanischer Bürger (E-Mail-Verkehr, Telefongespräche, Chats) sowie von Finanztransaktionen und sonstigen Internetaktivitäten.
Aus einem Bericht US-amerikanischer Generalinspektoren (OIG) der im September 2015 freigegeben wurde, ging hervor, dass Präsident Bush die Erfassung von Telefon- und E-Mail-Metadaten ursprünglich nur dann angeordnet hatte, wenn eine Verbindung zum Terrorismus vermutet wurde. Im Jahr 2004 stellte das US-Justizministerium jedoch fest, dass die NSA ohne Verdachtsmomente jegliche Metadaten der rein inländischen Kommunikation sammelte. Daraufhin widersprach Bush jedoch seiner eigenen Anordnung: so sei die NSA schon immer vollumfänglich dazu legitimiert gewesen. Laut Bush würden NSA-Analysten jedoch nur verdächtige Metadaten überprüfen. Tatsächlich änderte Bush aber die Anordnung nachträglich im Jahr 2004.
Um das Jahr 2010 gab es innerhalb des US-Justizministeriums Zweifel an der Rechtmäßigkeit des Programms, da die US-amerikanischen Geheimdienste durch Stellarwind jederzeit ohne richterliche Beschlüsse Dateneinsicht erhalten, obwohl das Foreign Intelligence Surveillance Act dies nur mit richterlichen Beschlüssen erlaubt. Auch der damalige FBI-Direktor Robert Mueller stufte das Programm nach einigem Zögern als illegal ein.
Im Juni 2013 veröffentlichten die Washington Post und The Guardian einen von Edward Snowden aus der NSA entwendeten geheimen Berichtsentwurf des OIG vom März 2009, in dem die Sammlung der globalen Internetkommunikation beschrieben wird.